# Ripollès
Ripollès är ett grevskap, comarca, i norra Katalonien (i Spanien). Comarcan hade 25 101 invånare å 2016. Huvudstaden heter Ripoll, som samma år hade 10 583 kommuninvånare. Ripollès gränsar till comarcorna Cerdanya, Berguedà, Osona och Garrotxa – och på andra sidan om den franska gränsen de tidigare comarcorna Vallespir, Conflent och Alta Cerdanya.
Ripollès är känd för ett antal byggnader i romansk stil.

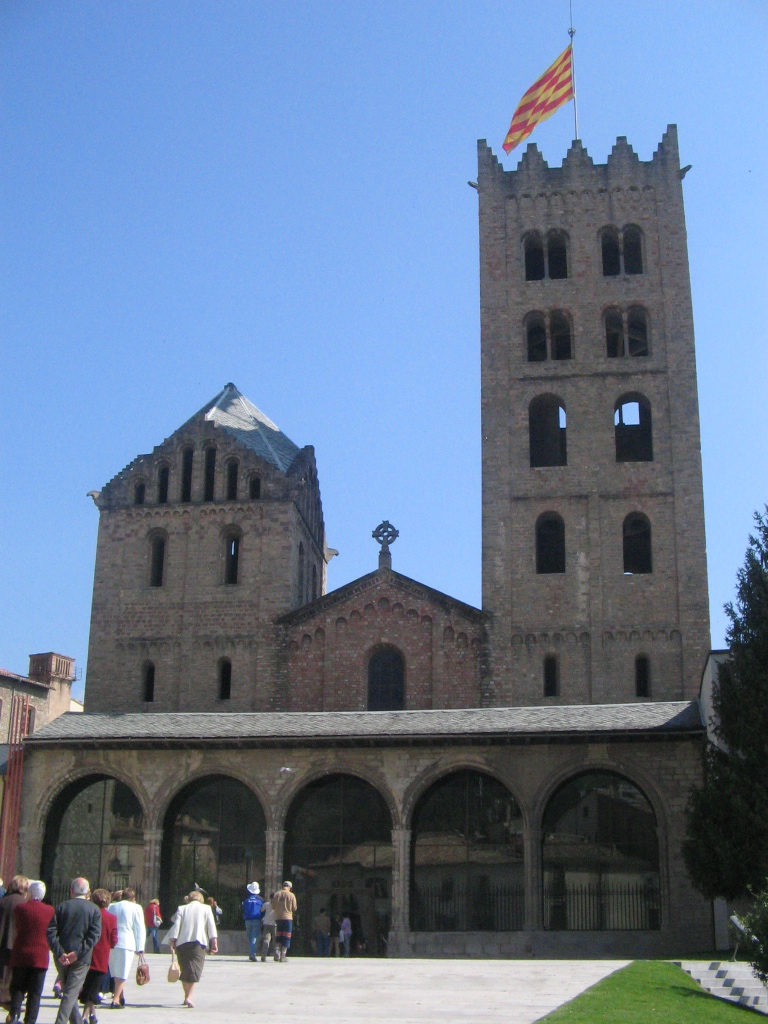
Klostret Ripoll i comarcan Ripollès.

## Geografi
Ripollès är del av provinsen Girona, i den nordligaste delen av Katalonien. Den är belägen längs med den franska gränsen och i sydkanten av Pyrenéerna.
Större delen av området ligger runt eller över 1 000 meter över havet. Ripoll och Vallfogona de Ripollès är de enda kommunerna i comarcan på en höjd av under 700 meter över havet, och i andra änden av spektret finns Toses på en höjd av 1444 meter över havet.
Större delen av Ripollès är del av floden Ters avrinningsområde, som har sin källa inom comarcans gränser. Ter, som har sina källor i den östra delen av Pyrenéerna, tar upp vatten från olika bifloder i sin färd söderut genom Ripollès, innan den fortsätter sin färd in i och genom den angränsande comarcan Osona.

### Klimat och vegetation
I Ripollès finns en stor variation av klimat. Det går från medelhavsklimat i de lägre liggande områdena, via tempererat klimat till en alpint klimat längst i norr. Delar av comarcan ligger på över 2000 meters höjd över havet och upplever ymnigt snöfall under delar av vinterhalvåret. Växtligheten utgörs där bland annat av tall och fjällhedar.
Nederbörden ökar med höjden över havet. I Camprodon-dalen överstiger nederbördsmängden 1100 mm om året. Nederbörden växlar dock från år till år, liksom över olika delar av kalenderåret.
Nederbörden är också olika fördelad i olika delar av Ripollès. Höstregnen är mer uttalade i den östra delen av comarcan, på grund av inflytandet från vindarna från Medelhavet. Även övriga delar av året är nederbörden generellt högre i de östliga delarna av området.
Den mest nederbördsrika delen av året är sommaren. Under de tre sommarmånaderna faller i regel mer än 300 mm regn, mest förorsakat av de ofta förekommande åskovädren.

## Demografi
Ripollès är en comarca med 19 kommuner, med ett invånarantal (2016) mellan 10583 och 137. Comarcan har på senare år upplevt en utflyttning, och de flesta av kommunerna har fått ett minskat invånarantal. Till stor del har utflyttningen skett till de större städerna i Katalonien, inklusive storstadsregionen i och runt Barcelona.

### Kommuner
Ripollès är uppdelat i 19 kommuner, municipis. 
| Kommuner                   | Invånare | Invånare | Yta (km²) | Höjd (m ö.h.) |
| Kommuner                   | (2005)   | 2016     | Yta (km²) | Höjd (m ö.h.) |
| -------------------------- | -------- | -------- | --------- | ------------- |
| Campdevànol                | 3432     | 3314     | 32,6      | 738           |
| Campelles                  | 114      | 137      | 18,6      | 1145          |
| Camprodon                  | 2446     | 2221     | 103,4     | 988           |
| Gombrèn                    | 229      | 184      | 43,3      | 919           |
| Llanars                    | 546      | 514      | 24,7      | 983           |
| Llosses, les               | 261      | 213      | 114       | 870           |
| Molló                      | 336      | 335      | 43,1      | 1182          |
| Ogassa                     | 262      | 225      | 45,2      | 1320          |
| Pardines                   | 162      | 158      | 31,1      | 1226          |
| Planoles                   | 313      | 299      | 18,8      | 1136          |
| Queralbs                   | 202      | 174      | 93,5      | 1236          |
| Ribes de Freser            | 2044     | 1785     | 41,9      | 912           |
| Ripoll                     | 10762    | 10583    | 73,7      | 691           |
| Sant Joan de les Abadesses | 3621     | 3342     | 53,7      | 773           |
| Sant Pau de Segúries       | 669      | 670      | 8,7       | 867           |
| Setcases                   | 180      | 181      | 49,1      | 1230          |
| Toses                      | 163      | 166      | 57,9      | 1444          |
| Vallfogona de Ripollès     | 221      | 200      | 39,2      | 696           |
| Vilallonga de Ter          | 437      | 400      | 64,2      | 1067          |
| Sammanlagt:                |          | 25101    | 956,6     |               |
| Källa:                     |          |          |           |               |